# 野島隆久
野島 隆久（のじま たかひさ、1959年8月20日 - ）は、日本の実業家。ピーシーデポコーポレーション創業者・代表取締役社長、イージェーワークス取締役会長。

## 人物・来歴
神奈川県生まれ。1978年桜美林高等学校卒業。1982年桜美林大学経済学部卒業、野島電気商会入社。1992年ノジマ常務取締役販売推進部担当。専務取締役を務める兄の野島廣司と対立して独立し、1994年に相模原市にピーシーマーチャンダイズを設立し、代表取締役社長に就任。1999年にピーシーデポコーポレーションに商号を変更した。2000年イージェーワークス・ドットコム代表取締役。2012年イージェーワークス取締役。2014年イージェーワークス取締役会長。

## 出演

### ラジオ番組
・「今さら？！デジタル　presented by PCデポ」　-　InterFM897 メインパーソナリティ　2023年1月〜